# Borboropactus jiangyong
Borboropactus jiangyong là một loài nhện trong họ Thomisidae.
Loài này thuộc chi Borboropactus. Borboropactus jiangyong được Chang-Min Yin et al miêu tả năm 2004..